# Info Cultural
Info Cultural es una plataforma de noticias y análisis culturales de Rumania, fundada en diciembre de 2020 por Daniel Lăcătuș, periodista y miembro de la Unión de Escritores Rumanos .  
El sitio ofrece una cobertura exhaustiva de las escenas artísticas y culturales, con diversas categorías como "Arte & Cultura", "Biografías", "Historia & Tradición" y "Medios". 
Hasta noviembre de 2023, Info Cultural ha publicado más de 20.000 artículos, contribuyendo activamente al enriquecimiento del diálogo cultural. 

## Fundador: Daniel Lăcătuș
Daniel Lăcătuș es un periodista y escritor reconocido, fundador de Info Cultural.  Es conocido por sus contribuciones en el periodismo cultural y proyectos editoriales significativos.   

## Proyectos editoriales importantes
Uno de los proyectos editoriales notables del fundador Daniel Lăcătuș es "Las Caras del Dolor. Llamada a la Memoria", una serie de volúmenes que documentan los regímenes totalitarios en Rumania. Lanzado en 2018, el primer volumen del proyecto incluye biografías de varias personalidades fallecidas en las cárceles comunistas, disponibles también en su totalidad en el sitio web de Info Cultural.[9] Además, la sección Diccionario Además, la sección Diccionario  del sitio contiene información sobre miembros del Comité Central del Partido Comunista Rumano, cuadros de la Securitate y comunistas en la clandestinidad. El proyecto está en continua expansión, con planes de incluir más de 30.000 fichas biográficas, reflejando el compromiso de Info Cultural con la preservación de la memoria histórica y cultural.